# Ladekjær Mikkelsen
Henry Ladekjær-Mikkelsen (født 31. august 1922 i Ikast - død 14. juli 1995) var fabrikant.
Han var femte generation i en gammel købmandsslægt. Faderen, Niels Michael Aage Mikkelsen, kom fra en købmandsslægt i Skjern, hvor også slægtsgården Ladekjær ligger, og moderen, Olga Hansine Martha Annine Mikkelsen, født Fenger; var slagterdatter fra Ikast. Forældrene drev købmandsbutik på Kirkegade i Ikast, hvor Henry Ladekjær-Mikkelsen voksede op som enebarn. Dygtig til skolegang fik han tidligt et legat til at gå direkte i gymnasiet i Aarhus, men længslen efter moderen og barndomshjemmet gjorde, at han gik langs banelegemet hjem til Ikast og færdiggjorde sin almindelige skolegang der og siden blev udlært kommis i faderens forretning. Først derefter rejste han igen til Aarhus og læste på Handelshøjskolen, aftjente sin værnepligt og blev herefter ansat i et speditørfirma i Aarhus. I Aarhus mødte han sin tilkomne, Karen Margrethe Riisberg, som også gik på Handelshøjskolen. Hun var datter af Vognmand Holger Emil Riisberg.
I 1947 blev han ansat hos Vagni Trikotagefabrik i Ikast.
I 1951 vælger Henry og Karen Ladekjær-Mikkelsen at starte egen virksomhed i lejede lokaler hos C. Ludvigsen, Villavej 31, Ikast og under meget beskedne former starter de med tre symaskiner en produktion af børnetøj. Lokalerne på Villavej bliver hurtigt for små. Så allerede i 1951 køber Ladekjær-Mikkelsen det tidligere hørspinderi på Danmarksgade af Christian D. Lauridsen og flytter virksomheden til de lokaler. Facaden, der oprindeligt er et plan bliver genopbygget i to etager efter en brand. Her bliver produktionen udvidet med dametøj og nattøj under navnet "Laminette"
Under opholdet i Aarhus blev Henry Ladekjær-Mikkelsen i 1947 opstillet som folketingskandidat i Odderkredsen for Det konservative Folkeparti, med sine 25 år var han dengang landets yngste folketingskandidat. Efter et par senere opstillinger lagde han det politiske arbejde på hylden og begrænsede sig til medlemskab af partiets hovedbestyrelse.
I 1958 køber familien Ladekjær -Mikkelsen godset Vinderslevholm ved Kjellerup, senere bliver Moselundgård i Moselund, Sangildgård ved Knudstrup og endelig Allingkloster ved Grønbæk, samt mindre skovarealer købt til.
På fabrikken ændrer produktionen sig fra børnetøj til damekjoler og med en rivende udvikling til følge. I 1962 bestemmer ledelsen sig for at oprette eget væveri og Egon Jensen bliver ansat som værkfører og der indkøbes flere vævemaskiner. Med stigende omsætning bliver det nødvendigt gentagne gange at udvide maskinparken og hele tiden med det mest moderne.
I 1960érne er der stor mangel på syersker i Ikast, da alle hjul snurrer og byens trikogefabrikker har stor succes. Ladekjær-Mikkelsen vælger derfor at oprette satellitfabriker i Kjellerup og Låsby.
I 1961 udvides aktiviteterne da Ladekjær-Mikkelsen går ind i skibsbranchen og opretter rederiet "Bravo", som ved firmaets 25 års jubilæum har seks fragtskibe, der sejler med enten løs last eller containere.
I 1963 bliver nabogrunden til Danmarksgade købt op og her bygges garnlager til firmaets strikkeri. I 1974 købes endnu en nabobygning af fabrikant S. Juul Pedersen. For at følge med i det stigende salg bliver der bygget om og nye tilbygninger kommer til.
Den 31. august 1972 fejrer Ladekjær Mikkelsen sin halvtreds års fødselsdag. Gaverne er mange bl.a. en Herefordtyr til Moselundgård og medlemmer af Ikast Rideklub overbringer klubbens lykønskninger til fødselaren, som i mange år har dyrket ridesporten både ved konkurrencer i spring, dressur og jagtridning og som er en del af klubbens bestyrelse.
Om aftenen afholdes der stor fest på Vinderslevholm, hvor Poul Reichhardt underholder gæsterne og gæsterne tæller konservative koryfæer som dommer Testrup og Ninn Hansen.
Sønnen, Niels Aage Ladekjær-Mikkelsen bliver i 1974 ansat i virksomheden som leder af produktions- og indkøbsafdelingen i hovedsædet i Ikast, der er i alt fire børn i familien, Niles Aage fra 1947, Anne Margrethe fra 1951, Henriette fra 1960 og Marie Louise fra 1969.
1. juni 1976 fejrer Ladekjær-Mikkelsen A/S 25 års jubilæum. Ladekjær-Mikkelsen A/S er da blandt landets største konfektionsfabrikker af damekjoler. Fabrikkerne beskæftiger godt 250 personer, heraf 120 i Kjellerup, 80 i Ikast og knapt 60 i afdelinger i Låsby og på Djursland. I firmaet produceres dagligt over 3000 kjoler.
Jubilæet fejres med reception for venner og forretningsforbindelser om eftermiddagen og om aftenen fest for alle firmaets medarbejdere på Hotel Medi i Ikast.
Ved receptionen skænker familien Ladekjær-Mikkelsen en kunstgave på 500.000 kr. til Ikast by. Beløbet skal anvendes på en kombineret vandkunst og bronzeskulptur og skal opstilles foran indgangen til det nye rådhus, i øvrigt på næsten samme sted, som Henry Ladekjær-Mikkelsens morfar drev slagterbutik.
Afsløringen af kunstværket er berammet til at finde sted på 100 års dagen for Ikast bys grundlæggelse. Kunstværket skal udføres af den 72-årige billedhugger Anker Hoffmann. Ladekjær-Mikkelsen udtalte ved overrækkelsen af gavebrevet til Ikasts borgmester Ole Vestergaard Poulsen bl.a.: "Ikast er en god by at leve i, min familie har haft et fast tilhørsforhold til egnen i mere end 150 år. Derfor er det med stor glæde jeg nu kan overrække byen denne gave. Det er mit ønske, at vor familie på denne måde kan medvirke til at gøre pladsen festlig og levende. Der skal nemlig ske noget på pladsen, og der må for den sags skyld gerne være en karrusel i det ene hjørne, en gøgler i det andet og endelig en handlende i det tredje. Skulpturen skal være til glæde for alle byens borgere."
Skulpturen "Pigen med pilekvisten" er i dag flyttet længere tilbage og står nu til højre for rådhuset.
Henry Ladekjær-Mikkelsen blev i 1970érne tildelt en ridderorden af Italien pga. sit store virke med at importere og udbrede italiensk garn og strik og dermed medvirke til, at Italien kom på fode igen og fik gang i produktionen efter krigen.
Efter jerntæppets fald i 1989, hvor konkurrencen fra østlandene bliver mærkbart pga. lavere produktionsomkostninger, vælger nogle fabrikker at flytte produktionen til disse lande for at bevare virksomheden, andre vælger at standse produktionen. Ladekjær-Mikkelsen A/S vælger at koncentrere sig om skibsfart og skovbrug og selve tekstilproduktionen fortsætter hos Niels Aage Ladekjær-Mikkelsen under eget navn.
Henry Ladekjær-Mikkelsen dør den 14. juli 1995 og hans enke Karen Margrethe Ladekjær-Mikkelsen driver virksomheden videre, dog med frasalg af bygningerne i Ikast og Kjellerup, som overdragelse af nogle af skovejendommene til børnene i løbet af 1990érnes slutning og begyndelsen af 00érne.
I 2004 sælges herregården Vinderslevholm og Karen Ladekjær-Mikkelsen flytter til Aarhus, hvor hun bor til sin død den 20. april 2020.
Ladekjær-Mikkelsen A/S opløses herefter og aktiverne går videre til de fire børn.